# TUM Klinikum Deutsches Herzzentrum

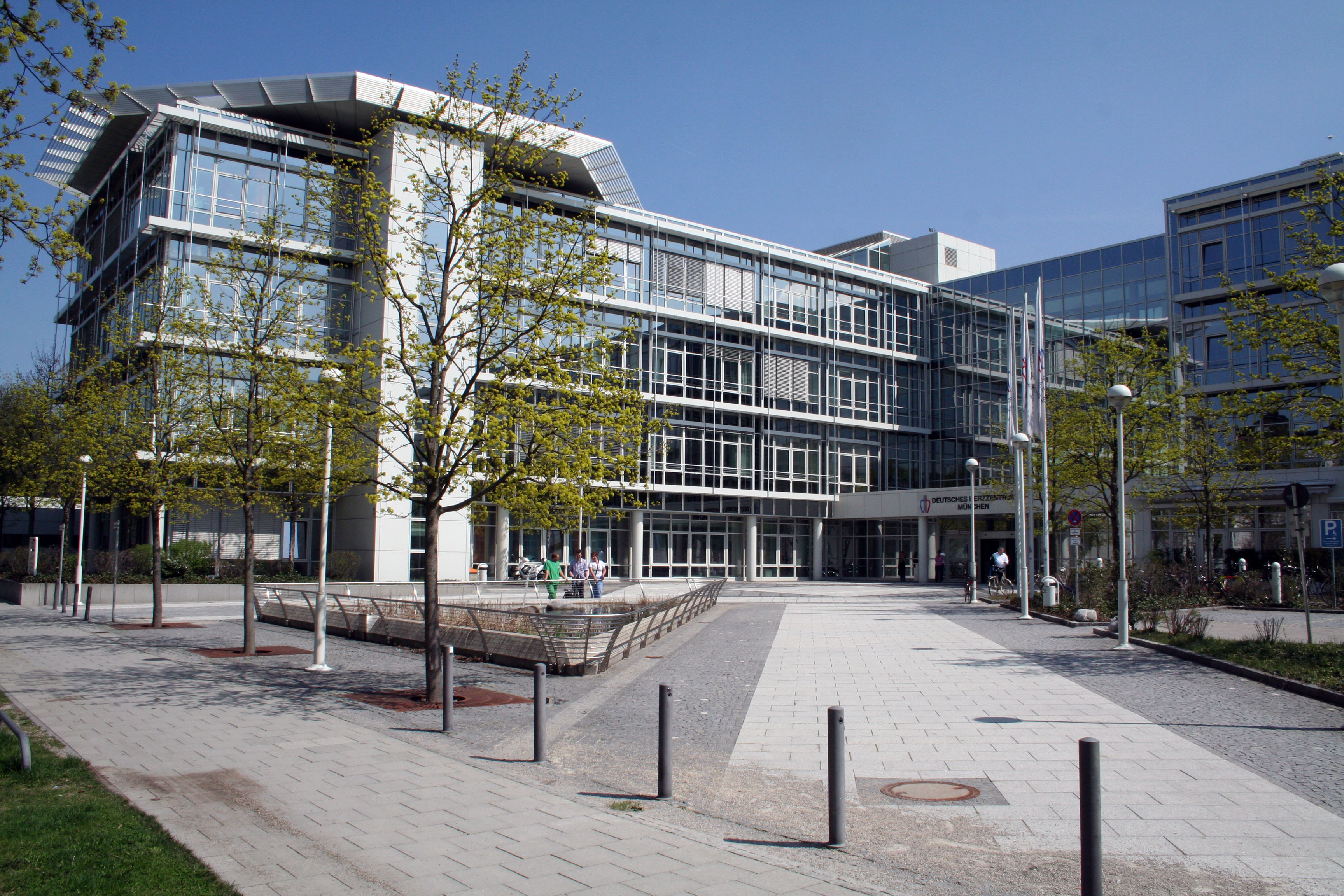
TUM Klinikum Deutsches Herzzentrum (Neubau)

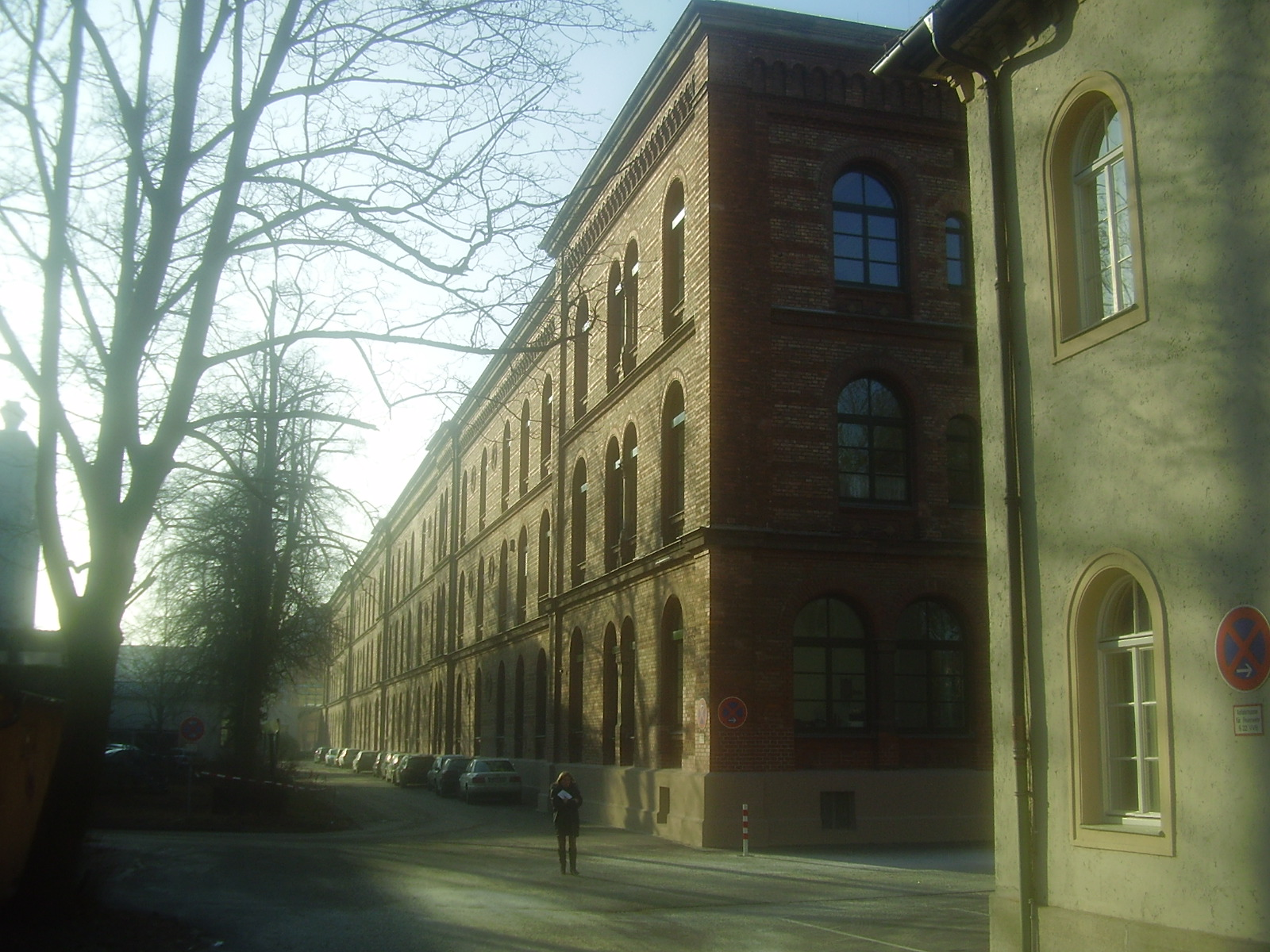
Südostfassade des Altbaus (früheres Militärlazarett)

Das TUM Klinikum Deutsches Herzzentrum (bis März 2025 Deutsches Herzzentrum München) ist ein Universitätsklinikum der Technischen Universität München und eines der deutschlandweit führenden Zentren für Herz- und Kreislauferkrankungen. Bekanntheit erlangte es unter anderem durch die erste erfolgreiche Herztransplantation in Deutschland am 7. Mai 1981.

## Beschreibung
Das Klinikum liegt in der Lazarettstraße im Stadtbezirk Neuhausen an der Stelle des 1868 bis 1870 erbauten ehemaligen Königlich bayerischen Garnisonslazaretts. In den Jahren 1913 bis 1915 wurde das „Provisorium Deutsches Herzzentrum“ an der Lothstraße errichtet.
Die Gründung erfolgte 1972/73 als erstes Herzzentrum in Europa. 1974 bis 1996 hieß die modernisierte und umgebaute Klinik „Deutsches Herzzentrum München des Freistaates Bayern“ (DHM).
Den nördlichen Flügel des ehemaligen Garnisonslazaretts nutzt bis heute das Herzzentrum, der südliche Flügel wurde im Zweiten Weltkrieg durch Luftangriffe zerstört. Von 1996 und 2016 erfolgte ein Forschungs-Neubau. Das Krankenhaus hat rund 197 Planbetten und etwa 1.300 Mitarbeiter.

## Organisation
Im TUM Klinikum Deutsches Herzzentrum gibt es vier Kliniken und drei Institute.
- Klinik für Herz- und Kreislauferkrankungen (Direktor: Heribert Schunkert)
- Klinik für Herz- und Gefäßchirurgie (Direktor: Markus Krane)
- Klinik für Chirurgie angeborener Herzfehler und Kinderherzchirurgie (Direktor: Jürgen Hörer)
- Klinik für Kinderkardiologie und angeborene Herzfehler (Direktor: Peter Ewert)
- Institut für Anästhesiologie (Direktor: Peter Tassani-Prell)
- Institut für Laboratoriumsmedizin (Direktor: Stefan Holdenrieder)
- Institut für Radiologie und Nuklearmedizin (Direktor: Martin Hadamitzky)

## Rechnungshof-Kritik
Der Bayerische Oberste Rechnungshof hat 2015 festgestellt, dass sich die wirtschaftliche Lage des Deutschen Herzzentrums München erheblich verschlechtert habe. Er hielt es für notwendig, die Struktur des DHM weiterzuentwickeln. Insbesondere solle die Kooperation des DHM mit dem Klinikum rechts der Isar vorangetrieben werden.